# Словотвірний тип
Словотвірний тип — це основна одиниця класифікації похідних слів, формально-семантична схема побудови похідних слів, мотивованих твірними словами певної частини мови, за допомогою того самого словотвірного форманта з тим самим значенням.

## Ознаки словотвірного типу
Під словотвірним типом розуміють модель похідних слів (дериватів), що належать до однієї частини мови і характеризуються такими словотвірними ознаками:
1) похідністю від слів однієї частини мови;
2)спільним способом словотвору;
3) спільним словотвірним значенням;
4) тотожним словотворчим формантом.
Так, дієслова біліти, чорніти, зеленіти належать до одного словотвірного типу, тому  :
а) походять від прикметників; б) характеризуються суфіксальним способом словотвору; в) мають спільне словотвірне значення — виділятися за кольоровою ознакою; г) утворені за допомогою дієслівного суфікса -і-.

## Продуктивні і непродуктивні словотвірні типи
Словотвірний тип, що є незамкненим рядом похідних і поповнюється новотворами, називається продуктивним типом. Прикладом продуктивного словотвірного типу можуть бути віддієслівні іменники на -анн(я), що позначають опредметнені дії, процеси (виховання, змагання, виконання, читання тощо). Якщо словотвірний тип утворює кількісно обмежену групу слів, то він може бути схарактеризований як непродуктивний. Наприклад, назви людей за зовнішніми чи внутрішніми ознаками їх, утворювані суфіксом -ун, становлять замкнений, непродуктивний тип: веселун, хитрун, щебетун, говорун, літун, хапун.
Із втратою словотвірної продуктивності окремим типом (чи підтипом) стає непродуктивним і словотворчий афікс, який з часом може перетворитися на мертву морфему (наприклад,
суфікс -к- у словах тонкий, близький).
У словотвірній системі сучасної української мови спостерігаються випадки поступової втрати продуктивності афікса в одному словотвірному типі, і навпаки, зростання його словотвірної активності в іншому. Так, продуктивний у минулому суфікс -івн(а) в утвореннях на позначення дочки за фахом або соціальним станом батька (бондарівна, лимарівна, сотниківна, царівна, князівна та ін.) став зовсім непродуктивним, але в назвах людей за прізвищем або прізвиськом батька він і нині є досить продуктивним у розмовному стилі і закріпився, зокрема, в іменах по батькові: Дорошівна, Митяхівна, Кудряшівна, Іванівна.

## Види словотвірних типів
Словотвірні типи бувають суфіксальними(у ролі словотвірного форманта виступає суфікс: бігун, каштановий, бондарювати, гарно), префіксальними ( формантом є префікс: неправда, дочитати, замало) і префіксально-суфіксальними (формант – суфікс і префікс одночасно: надумувати, суглинок).
Відповідно до семантичних відношень, які існують між похідними та твірними словами, виділяють три словотвірні типи: мутаційні, модифікаційні та транспозиційні.
- мутаційні (лат. mutatio – "зміна") словотвірні типи обʼєднують похідні, значення яких відрізняється від значення твірних лексичною семантикою, тобто значення похідних відмінне від значення твірних, "позначає зовсім інший феномен зовнішньої дійсності" (І. Милославський). Мутаційні похідні можуть належати як до однієї частини мови з твірними ("внутрішнє", нетранспозиційне словотворення), так і до іншої частини мови ("зовнішнє", транспозиційне словотворення): володіти - володар, виховувати - вихователь, пекти - печиво, гітара - гітарист.
- модифікаційні (лат. modificatio – "видозміна") словотвірні типи обʼєднують похідні, лексичне значення яких відрізняється від значення твірних певними відтінками, найчастіше стилістичними. Модифікаційні похідні належать до однієї частини мови з твірними, тому модифікаційне словотворення завжди "внутрішне" (нетранс-позиційне): сірий - сіруватий, малий - маленький, малесенький, кіт - котик, слон - слонище.
- транспозиційні (лат. transpono – "переставляю") словотвірні типи обʼєднують похідні, тотожні за лексичним значенням із твірними, але які набувають іншого категорійного (частиномовного) значення і виконують іншу синтаксичну функцію. Тому транспозиційне словотворення є "зовнішнім". Приклади транспозиційних словотвірних типів: міцний - міць, вишня - вишневий, боротися - боротьба.[3]

## Регулярні та нерегулярні словотвірні типи
Виділяють регулярні та нерегулярні словотвірні типи. Похідні регулярного словотвірного типу, як правило, чисельного, містить регулярний словотворчий афікс (С.т. іменників  - назв знарядь дії на –к(а).  Нерегулярний словотвірний тип малочисельний, в його похідних використовується афікс: Франція – француз.